# 單車失竊記
《單車失竊記》（義大利語：Ladri di biciclette）是一部義大利電影，由狄西嘉（Vittorio De Sica）所執導，也被許多人認為是電影史上最偉大的作品之一。

## 劇情簡介
義大利新寫實主義電影的經典代表作，也是導演維多里奧享譽最隆的一部電影。
故事背景是二次世界大戰戰後的羅馬，在百廢待興之際，男主角好不容易才找到一份張貼海報的工作，不料第一天上班便被人偷了他工作上必須的腳踏車，於是跟他的小孩子踏破鐵鞋到處找車，最後無可奈何地下手偷別人的車，卻被逮個正著。
全片故事簡單，但拍得有笑有淚，將戰後羅馬的社會面貌鮮活地反映出來。非職業演員（素人演員）的兩父子演得十分生活化，好些場面令人感動得無話可說。除了節奏稍慢之外，本片在半個世紀之後欣賞仍然受得住考驗。

## 評價
《單車失竊記》探討社會問題外，人性、公義、父子情等人本主義元素，是一部意義深遠的經典作品。

## 外部連結
- 《單車失竊記》
- 互联网电影数据库（IMDb）上《單車失竊記》的资料（英文）
- 豆瓣电影上《偷自行车的人》的資料 （简体中文）
- 时光网上《偷自行车的人》的資料（简体中文）